# Ommata prolixa
Ommata prolixa là một loài bọ cánh cứng trong họ Cerambycidae.